# Keven Schlotterbeck
Keven Matteo Schlotterbeck (nascut el 28 d'abril de 1997) és un futbolista professional alemany que juga com a central al FC Augsburg de la 1. Bundesliga.

## Carrera
Schlotterbeck va fer el seu debut com a professional amb l'SC Freiburg a la Bundesliga el 3 de febrer de 2019, entrant com a substitut al minut 38 de Manuel Gulde en un empat 2-2 fora de casa contra el VfB Stuttgart.
Al final de la temporada 2019-20, Schlotterbeck va tornar a l'SC Freiburg després que s'acabés la seva cessió durant tota la temporada amb l'Union Berlin.
Keven Schlotterbeck va formar part de l'equip del SC Freiburg que a la temporada 2021-22  va arribar a la final de la DFB–Pokal. Seria substituït en la pròrroga, jugant al costat del seu germà Nico. El seu equip va perdre 4-2 contra l'RB Leipzig als penals després d'un empat 1-1 en el temps reglamentari. Va marcar el seu penal com a tercer llançador de penals del seu equip a la tanda.
El 2 de gener de 2023, es va unir al VfL Bochum cedit fins al final de la temporada 2022-23.
En tornar del préstec, Schlotterbeck va romandre a la banqueta del Friburg en el primer partit de la temporada, i el 22 d'agost de 2023 va tornar al VfL Bochum amb un nou préstec durant tota la temporada.
El 28 de juny de 2024, Schlotterbeck va signar un contracte de tres anys amb el FC Augsburg.

## Vida personal
Schlotterbeck és nebot de l'antic futbolista professional Niels Schlotterbeck, que també va jugar al SC Freiburg. El seu germà petit, Nico, també és un futbolista professional, juga al club Borussia Dortmund de la 1. Bundesliga.

## Palmarès
SC Friburg
- Subcampió de la DFB-Pokal: 2021–22